# Gatterburg (Adelsgeschlecht)

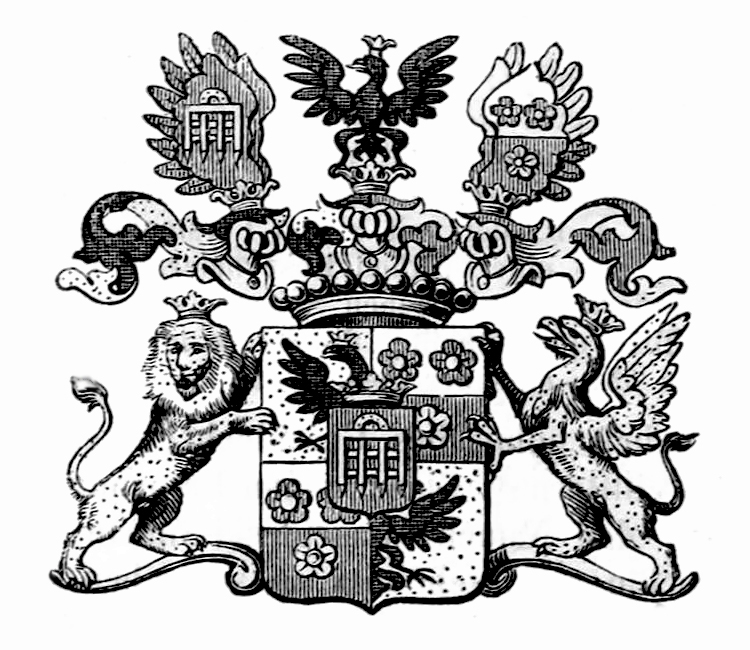
Wappen der Grafen von Gatterburg

Die Gatterburg (ursprünglich Gattermayr, -mayer, Gattermeyer) sind ein oberösterreichisches Adelsgeschlecht, welches 1561 geadelt wurde und 1653 in den österreichischen und Reichsritterstand mit von Gatterburg erhoben wurden. Mathias, Andreas und Georg Gattermayer wurden 1666 in den ungarischen Ritterstand aufgenommen.
Konstantin Josef Gatterburg, Freiherr von Retz wurde am 4. Dezember 1717 in den Grafenstand erhoben.
Die Gatterburg hatten auch Besitz in Mähren.

## Geschichte
Die Gattermayr waren ein oberösterreichisches Adelsgeschlecht, das erstmals urkundlich zu Beginn des 16. Jahrhunderts erwähnt wird. Die Brüder Aegydius, Andreas, Hanns Georg, Martin, Bartholomäus und Mathias Gattermayr wurden am 30. Juli 1561 von Ferdinand I. in den erbländischen Adelsstand erhoben.
Karl Ludwig, Maximilian Ernst und Franz Elias erhielten am 15. Oktober 1653 den Reichs- und erbländischen Ritterstand mit dem Prädikate „von Gatterburg“.
Mathias, Andreas und Georg Gattermayer wurden am 23. Mai 1666 in den ungarischen Ritterstand aufgenommen.
Konstantin Josef Gatterburg, Freiherr von Retz, wurde am 4. Dezember 1717 in den Grafenstand erhoben. Die Suttner-Gatterburg besitzen heute noch Güter in Retz.

### Sitze und Güter

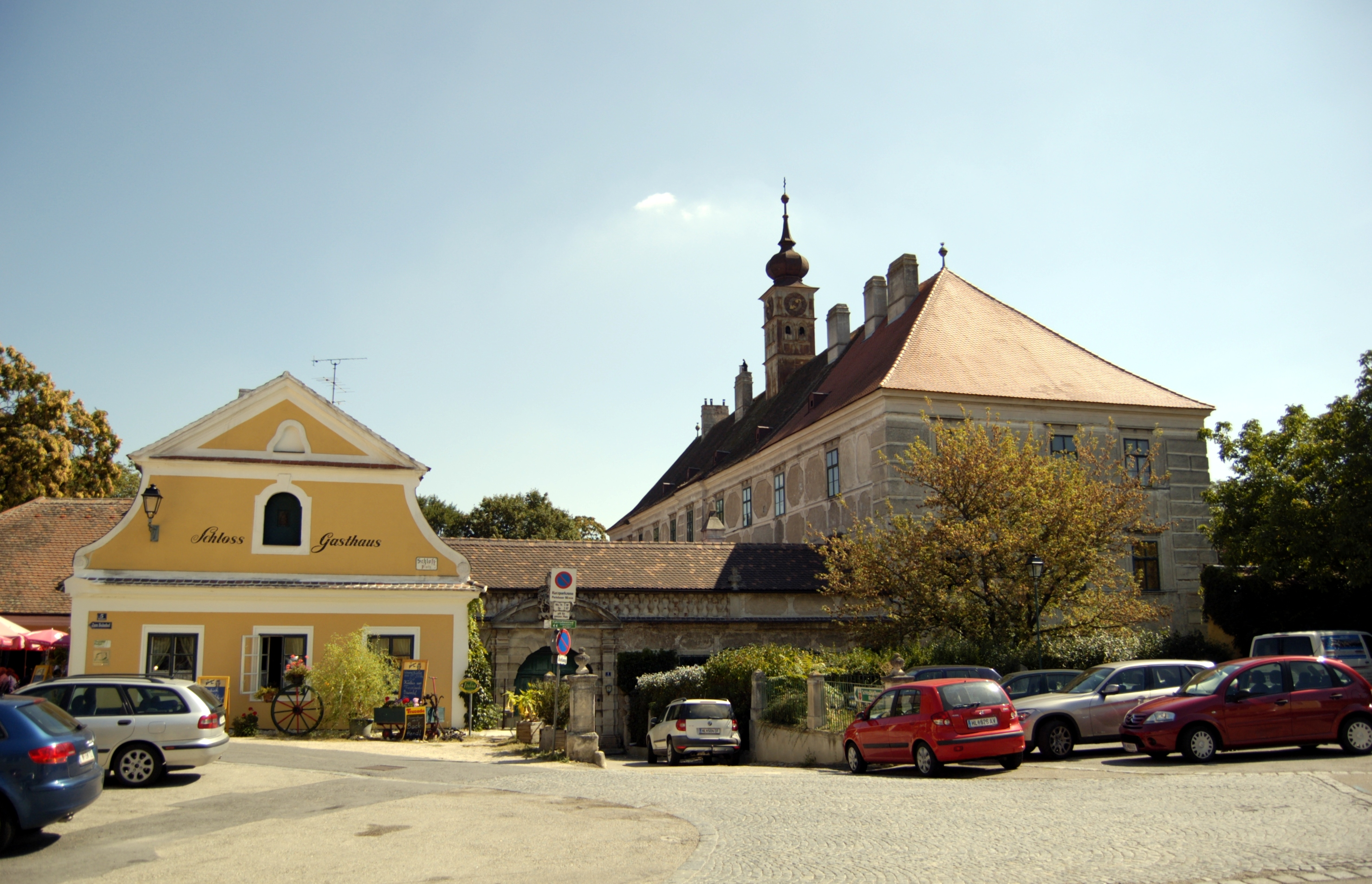
Schloss Gatterburg in Retz

- Katterburg, Vorgängerbau von Schloss Schönbrunn
- Schloss Gatterburg  in Retz
- Palais Gatterburg in Wien
- Schloss Gatterburg im Münchener Stadtteil Pasing
- Pellendorf und Zwölfaxing
- Hösting und Boskowstein in Mähren.

## Persönlichkeiten
- Egid (Ägydius) II. Gattermayer († 1598)[2], Kriegszahlmeister von Kaiser Rudolf II. und erhielt von ihm 1592 die Chatternburg (an deren Stelle heute das Schloss Schönbrunn steht)
- Konstantin Josef Graf von Gatterburg (1678–1734), k. k. Mundschenk, Hofkammerrat
- Karl Josef Graf von Gatterburg (1775–1827), k. k. Kämmerer, Major, erhält Ritterkreuz des Militär-Maria-Theresien-Ordens[3]
- Konstantin Adolf Graf von Gatterburg (1829–1906), k. k. Kämmerer und Oberleutnant, nö. Landtagsabgeordneter
- Anna von Gatterburg geb. Gudenus (1838–1917), Sternkreuzordens-Dame
- Konstantin Ferdinand Graf von Gatterburg (1860–1914) k. k. Kämmerer und Oberstleutnant, nö. Landtagsabgeordneter

## Wappen

### Stammwappen
In Rot ein 3 faches silbernes Fallgitter (Gatter). Kleinod: geschlossener roter Flug, mit der Schildfigur belegt; Decken: rot silbern.

### Wappen 1561
Geviertet mit dem Stammwappen als Herzschild; 1 und 4 in Rot eine linke silberne Seitenspitze, belegt mit einer und begleitet von zwei Rosen verwechselter Farbe; 2 und 3 von Schwarz und Gold 3-mal gespalten. Kleinod: offener Flug, rechts bezeichnet wie 1 und 4, links wie 2 und 3;  Decken: rot-silbern und schwarz-golden.

### Wappen 1653
Geviertet, 1 und 4 das Stammwappen; 2 und 3 von Silber über Rot geteilt; oben zwei, unten eine Rose in verwechselten Farben. 2 Helme mit rot-silbernen Decken: I. geschlossener roter Flug, mit dem silbernen Fallgitter belegt; II. geschlossener Flug, bezeichnet wie 2 und 3.

### Wappen 1717
Geviertet mit gekröntem rotem Mittelschild, darin das silberne Fallgitter des Stammwappens, mit goldenen Nägeln beschlagen und mit goldenem Aufhängering; 1 und 4 in Gold ein hervorgehender gekrönter Adler; 2 und 3 von Silber über Rot geteilt; oben zwei, unten eine Rose in verwechselten Farben. 3 Helme: I. der geschlossene rote Flug, mit dem silbernen Fallgitter belegte Flug; II. gekrönter schwarzer Adler; Decken: schwarz-golden und rot-silbern; III. geschlossener Flug, bezeichnet wie 2 und 3; Decken: rot-silbern. Schildhalter: ein Löwe und ein Greif, beide in natürlicher Farbe.

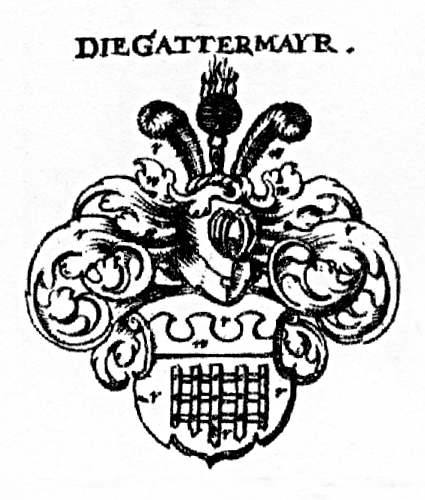
Stammwappen derer von Gattermayr
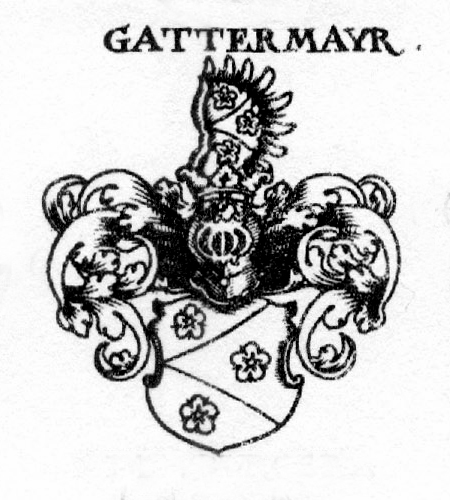
Wappen derer von Gattermayr
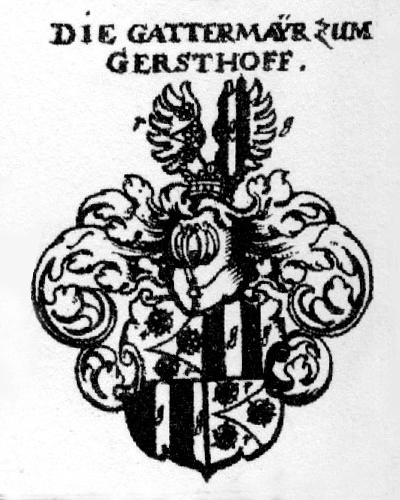
Wappen derer von Gattermayr zum Gersthof
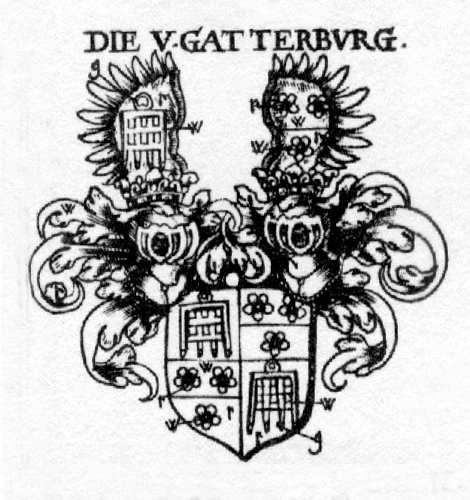
Wappen derer von Gatterburg
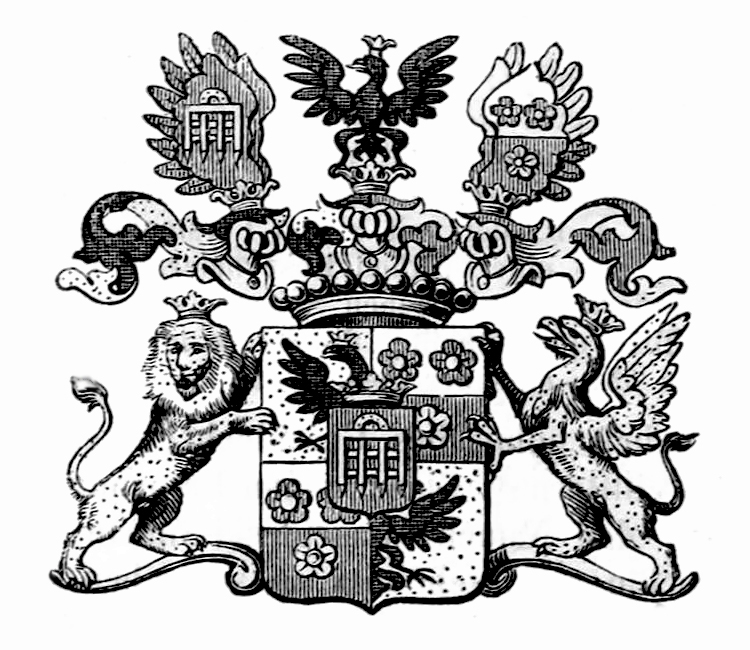
Wappen der Grafen von Gatterburg

Das Wappen von Zwölfaxing enthält Teile der Gatterburg-Wappen (Rose, Gatter).

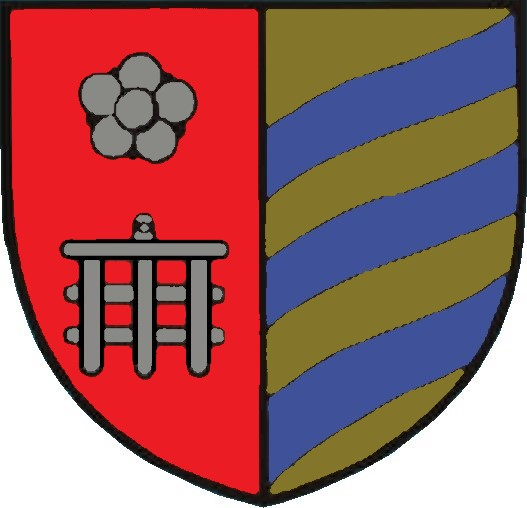
Wappen der Gemeinde Zwölfaxing